# Präteritum
Das Präteritum (lateinisch praeteritum ‚das Vorbeigegangene‘), auch erste Vergangenheit oder österreichisch Mitvergangenheit, ist eine Zeitform des Verbs zur Bezeichnung vergangener Ereignisse und Situationen. Die deutschen Formen „ich lief, du lachtest“ oder „es regnete“ sind Beispiele für Verben im Präteritum. In der geschriebenen Sprache ist es die hauptsächliche Erzählform in Romanen, in der Geschichtsschreibung und in Berichten.
In der gesprochenen Sprache wird das Präteritum meist nur für die Verben „haben“, „sein“, „wissen“, „heißen“, „finden“ (im Sinne von „empfinden“), „denken“ und die Modalverben verwendet, ansonsten wird das Perfekt verwendet, das bei den meisten der erstgenannten Verben unüblich ist. Das gilt insbesondere für die Mundarten und die Alltagssprache in der Südhälfte des deutschen Sprachgebiets. Im Schweizerdeutschen wird kein Präteritum verwendet (vgl. oberdeutscher Präteritumschwund).
In älteren Grammatiken des Deutschen wurde das Präteritum oft Imperfekt (wörtlich: unvollendet[e Vergangenheit]) genannt. Diese Bezeichnung stammt aus der Grammatik des Lateinischen und der romanischen Sprachen, ist aber für das Präteritum des Deutschen nicht geeignet, weil die synthetisch gebildete Vergangenheitsform hier – anders als in den romanischen Sprachen – nicht speziell eine „unvollendete Vergangenheit“ bezeichnet. Daher wird in der deutschen Grammatik die Bezeichnung Präteritum bevorzugt.

## Sprachgeschichte
Sprachwissenschaftlich ist das Imperfekt die Vergangenheitsform, die vom Präsensstamm gebildet wird (wie im Lateinischen und noch heute das Imparfait im Französischen) und somit aspektuell als imperfektiv gekennzeichnet ist, im Unterschied zu den beiden anderen Verbalformen (dem Aorist und dem Perfekt), die Vergangenheitsbedeutung haben können, für die es in den indogermanischen Sprachen für jedes Verb jeweils eigene Tempusstämme gibt. Die älteren indogermanischen Sprachen besitzen diese dreifache, aspektuelle Differenzierung der Vergangenheitstempora (tempora praeterita); sie ging aber in vielen neueren Sprachen verloren.
Sprachgeschichtlich ist die Vergangenheitsform im Germanischen aus dem Zusammenfall von Aorist- und alten Perfektformen – die mit dem Perfekt der heutigen deutschen Grammatik nichts zu tun haben – entstanden, weshalb Präteritum auch aus diesem Grund eine angemessene Bezeichnung darstellt.
Wenn in einer Sprache nur ein Vergangenheitstempus vorliegt, ist nicht von einem Imperfekt, sondern von einem Präteritum zu sprechen, weil diese Verbform dann sowohl das Abgeschlossene als auch das Unabgeschlossene sowie das Unbestimmte bezeichnen kann, was bei einer Aspektdifferenzierung in der Vergangenheit auf die Verbformen Perfekt, Imperfekt und Aorist funktionell verteilt würde. Trotzdem wird z. B. bei der Vergangenheitsform des Pali von einem Aorist gesprochen, obwohl dieser Begriff nach dem Verlust von Perfekt/Imperfekt nicht mehr gerechtfertigt ist.

## Bildung des Präteritums in der deutschen Sprache
Schwache und starke Verben werden unterschiedlich konjugiert.
An den Verbstamm schwacher Verben wird -te angehängt, darauf folgt die jeweilige Personalendung. Die 1. und die 3. Person sind immer gleich, sowohl im Singular (im Gegensatz zum Präsens) als auch im Plural. Verben, deren Stamm auf t, d oder auf einen Verschlusslaut oder Reibelaut +n/m endet, haben vor der Endung ein e, z. B. atmen, öffnen, trocknen.
Starke Verben erfahren einen Lautwechsel. Der Stammvokal wird ausgetauscht (sogenannter Ablaut), manchmal ändert sich auch der folgende Konsonant.
Die Endungen (Wortendungen) werden, ähnlich wie bei schwachen Verben, nach stets gleichen Regeln hinzugefügt.

### Beispiele
| Konjugation | schwach  | schwach  | stark  | stark  |
| Verb        | lachen   | reden    | fahren | nehmen |
| ----------- | -------- | -------- | ------ | ------ |
| ich         | lachte   | redete   | fuhr   | nahm   |
| du          | lachtest | redetest | fuhrst | nahmst |
| er/sie/es   | lachte   | redete   | fuhr   | nahm   |
| wir         | lachten  | redeten  | fuhren | nahmen |
| ihr         | lachtet  | redetet  | fuhrt  | nahmt  |
| sie         | lachten  | redeten  | fuhren | nahmen |

### Besonderheiten
Manche, vorwiegend weniger frequente unregelmäßige Verben kennen eine Tendenz, in allen Zeitformen regelmäßig gebildet zu werden. Bei etlichen Verben ist dieser Vorgang auf der Ebene der Standardsprache abgeschlossen:
- Früher: Der Hund boll.
- Heute: Der Hund bellte.

Bisweilen kann bei Verben sowohl die schwache Form (hängen – hängte) als auch die starke Flexion (hängen – hing) verwendet werden:
- Otto hängte die Pelzmütze oft an den Haken; dort hing die Mütze dann den ganzen Sommer.
- Der Blitz erschreckte ihn und auch sie erschrak.

In diesen Fällen mit Bedeutungsunterschied ist meist das intransitive, starke Verb die Grundform und das transitive ein davon abgeleiteter Kausativ, der grundsätzlich schwach gebeugt wird. Beispiel: ich fiel (intransitiv, stark) und davon abgeleitet der Kausativ ich fällte = ich machte etwas fallen (transitiv, schwach).
In anderen Fällen liegen völlig unterschiedliche Bedeutungen vor, wobei es sich in den meisten Fällen um historisch verschiedene, aber homonym gewordene Verben handelt.
Beispiele hierfür sind schleifen mit den Präteritumsformen schliff/schleifte („Er schliff (schärfte) das Messer“, aber „die Feinde schleiften (zerstörten) die Mauer“ oder „Sie schleifte (zog) den sich sträubenden Hund zum Tierarzt“.) und bewegte/bewog: „Was bewog (veranlasste) ihn dazu, anzupacken, sodass der Stein sich bewegte (in Bewegung war)?“
In anderen Fällen liegt kein Bedeutungsunterschied vor:
- „Er sog oder saugte am Röhrchen“ (allerdings nur: „Er saugte Staub“[2] bzw. häufiger: „Er [staub]saugte“); „Eine Stimme scholl oder schallte durchs Dunkel“; „Sie molk oder melkte die Kuh“.

## Funktion
In nichtliterarischen Texten, wie z. B. Berichten, drückt das Präteritum Handlungen und Vorgänge aus, die in der Vergangenheit abgeschlossen wurden und keinen unmittelbaren Bezug zur Gegenwart haben. Besteht ein Bezug zur Gegenwart, wird dagegen das Perfekt benutzt. Beispiel: In einer Autobiographie finden wir den Satz „Ich studierte in München Germanistik“, der eine frühere Handlung bzw. den Handlungsrahmen einer erzählten Geschichte ausdrückt. In einer Bewerbung wird man diesen Satz nicht finden, da der Bezug zur Gegenwart wichtig ist, selbst wenn die Handlung lange zurückliegt. Es wird deshalb Perfekt verwendet: „Ich habe in München Germanistik studiert.“
In literarischen Texten, insbesondere Romanen, ist das verwendete Erzähltempus das Präteritum. Es drückt dort die Gegenwart innerhalb der erzählten Geschichte aus. In der Erzählung gibt es kein Perfekt (es sei denn, der Roman ist im Präsens geschrieben). Vergangenes wird mit dem Plusquamperfekt ausgedrückt:
Beispiel: Nachdem er diesen Artikel gelesen hatte, war er in der Lage, Plusquamperfekt und Präteritum auseinanderzuhalten. (Erster Teilsatz greift zeitlich vor und steht im Plusquamperfekt, darauf folgt die Aussage im Präteritum.)
In der gesprochenen Sprache gibt es Unterschiede zwischen dem Norden und dem Süden des deutschen Sprachraums. Bereits im 16. Jahrhundert setzte sich im Oberdeutschen das Perfekt gegen das Präteritum als Vergangenheitsform durch (Oberdeutscher Präteritumschwund). Ein wichtiger Grund hierfür war, dass auf Grund des Wegfalls von -e am Wortende die schwachen Präteritumformen mit der 1. bzw. 3. Person Singular des Präsens zusammenfielen, z. B. macht(e) – macht. Allerdings sind im Oberdeutschen, mit Ausnahme des Schweizerdeutschen, wo es überhaupt kein Präteritum mehr gibt, die Präteritumformen von sein sowie der Modalverben, die sich phonetisch deutlich vom Präsens der 1. bzw. 3. Person unterscheiden, auch hier in der gesprochenen Sprache lebendig geblieben.
Im niederdeutschen Sprachraum wie auch im Mitteldeutschen wird nach wie vor das Präteritum verwendet.
Seit Mitte des 20. Jahrhunderts hat sich in der nichtmundartlichen Umgangssprache auch in Norddeutschland das Perfekt ausgebreitet, wozu wohl die Massenmedien beigetragen haben. Zugleich haben dort die traditionellen Mundarten an Bedeutung verloren.